# Lucía Etxebarria
Lucía María Echevarría de Asteinza (Valencia, 7 de diciembre de 1966) es una escritora española.

## Biografía

### Inicios y éxito literario
Lucía Etxebarria nació en Valencia, hija de un matrimonio de Bermeo, fue la menor de siete hermanos. Posteriormente se trasladó a Madrid, donde se licenció en Filología inglesa y Periodismo.
Su primer libro fue una biografía novelada de Courtney Love y Kurt Cobain, La historia de Kurt y Courtney: aguanta esto (1996). Su primera novela, Amor, curiosidad, prozac y dudas (1997), recibió el apoyo de Ana María Matute y ha sido considerada representativa de la literatura de la generación X en España, siendo adaptada al cine en 2001.Posteriormente, la obra generó controversia al contener frases completas de la novela Prozac Nation. Al año siguiente ganó el Premio Nadal con su segunda novela, Beatriz y los cuerpos celestes.
En Nosotras que no somos como las demás (1999) construye una novela cuya estructura, varios relatos entrelazados de personajes que se repiten, recuerda a su debut narrativo, inspirado a su vez en Esclavos de Nueva York, de Tama Janowitz. En ese mismo año realiza el guion de la película Sobreviviré con David Menkes y Alfonso Albacete, con quienes también firmó el guion de I love you baby (2001). Ese año también escribió el guion de La mujer de mi vida de Antonio del Real.

### De todo lo visible y lo invisibley galardones
En septiembre de 2000 se trasladó a Escocia para trabajar en la Universidad de Aberdeen, donde impartió clases de escritura de guion y participó en diversos seminarios y conferencias. En noviembre del mismo año fue investida doctora honoris causa en Letras por esa universidad. La Eva futura. La letra futura (2000) compila ensayos de temática feminista. Fruto de su estancia escocesa es el ensayo En brazos de la mujer fetiche (2002), escrito en colaboración con Sonia Núñez Puente. 
En 2002 obtuvo un puesto como escritora residente en la Universidad McGill de Montreal.[cita requerida]
Volvió a la narrativa con De todo lo visible y lo invisible (2001) ganadora del Premio Primavera de Novela, y en 2003 publicó el libro de relatos Una historia de amor como otra cualquiera. Posteriormente, en 2004, reeditó su primera obra, ahora bajo el título Courtney y yo, incorporando una primera parte nueva. Con Un milagro en equilibrio, novela centrada en la experiencia de la maternidad, obtuvo el Premio Planeta en 2004. En 2005 compiló y tradujo La vida por delante: voces desde y hacia Palestina, publicado por la editorial Fundamentos, y se convirtió en editora de la colección Astarté de la editorial Mr Ediciones.[cita requerida]
También ha publicado obras de poesía. En este género debutó con Estación de infierno (2001), y en 2004 publicó Actos de amor y placer, con el que ganó el XX Premio Barcarola.En 2005 publicó Ya no sufro por amor, un libro que la autora define como una aspirina y en el que trata de desmontar lo que considera el «mito moderno consumista del amor romántico».En 2007 publicó una nueva novela llamada Cosmofobia, en la que narra la vida de veinte personajes que tienen en común vivir en el madrileño barrio de Lavapiés.

### Últimos años
En 2009 publicó en colaboración con Goyo Bustos un ensayo titulado El club de las malas madres, con reflexiones y consejos sobre la tarea de ser madre, padre o maestro de niños en estos tiempos. En 2010 ve la luz la novela Lo verdadero es un momento de lo falso.
En diciembre de 2011 anunció su retirada indefinida del mundo literario como forma de protesta contra la piratería.En febrero de 2012 inició, junto con varios colaboradores, un magazine digital, AllegraMag. Este desapareció un año después tras su escasa acogida. En 2013 participó en el reality show de Telecinco Campamento de verano para, según ella, pagar sus deudas con la Agencia Tributaria.
En 2013 publicó dos obras: Liquidación por derribo, una lectura crítica de la situación económica española,y Tu corazón no está bien de la cabeza: cómo salí de una relación tóxica.Durante 2015 formó parte temporalmente de Mensa España, asociación internacional que reconoce entre sus miembros a quienes presenten una inteligencia mayor a la del 98 % de la población.

## Influencias
El modo en que Etxebarria enfoca y trata en sus obras aspectos como el papel de la mujer en la sociedad actual, la maternidad, el feminismo, la sexualidad, las relaciones sociales o los estereotipos de género ha sido objeto de diversos análisis desde el ámbito académico, universitario y literario.

## Controversias

### Acusaciones de plagio
En 2001, la revista Interviú acusó a Etxebarría de haber plagiado al poeta leonés Antonio Colinas, premio Nacional de Literatura, en su libro Estación de Infierno (2001) y que la primera novela de la escritora, Amor, curiosidad, prozac y dudas (1997), incluía frases literales de Nación Prozac, de la periodista y escritora estadounidense Elizabeth Wurtzel. Etxebarria demandó a la revista por un presunto delito de intromisión en el honor, pero Interviú fue absuelta en 2003 con una sentencia del juzgado de primera instancia número 52 de Madrid. La autora apeló entonces ante la Audiencia Provincial de Madrid. En su demanda, Etxebarria presentó informes periciales de Sonia Núñez Puente, catedrática de Comunicación en la Universidad Rey Juan Carlos, con quien había escrito En brazos de la mujer fetiche un año antes, la profesora Lou Charnon-Deusth de Stony Brook University, y el novelista Manuel Francisco Reina. Este último señaló que Etxebarria había utilizado la obra de Antonio Colinas «de manera legítima y perfectamente lícita, por lo que queda deslegitimado el criterio vertido por la revista Interviú».Sin embargo, Etxebarria fue condenada en primera y en segunda instancia. La jueza dictaminó que la autora "plagió a Don Antonio Colinas", por lo que la acusación de la revista era veraz.
En septiembre de 2006, el juzgado de lo mercantil número 2 de Valencia admitió a trámite una demanda civil por «apropiación indebida» y «vulneración del derecho de propiedad intelectual» presentado por el psicólogo Jorge Castelló. En su escrito, Castelló explicaba cómo párrafos completos del libro de Etxebarria Ya no sufro por amor habían sido copiados de su artículo «Dependencia emocional y violencia doméstica», publicado en 2004 en la web Psicocentro y la revista oficial de la Asociación Valenciana de Criminología. Etxebarria y Jorge Castelló llegaron a un acuerdo extrajudicial en el que la escritora reconocía que había utilizado los textos del psicólogo y acordaba pagarle 3000 euros de indemnización. Según la escritora, se trataba de un error material debido a la omisión de las notas a pie de página que indicaban la autoría de Castelló.
En septiembre de 2020, el análisis realizado por parte de la fotógrafa de identidad desconocida, Gem Muay,de su libro Mujeres extraordinarias: una historia de mentiras (2019)  reveló que más de 150 artículos de los encontrados en el contenido habían sido plagiados de otras fuentes, como La Vanguardia, El País, El Periódico, ABC, Vanity Fair, National Geographic, Mujer Hoy, Pikara, Libertad Digital...  En total la fotógrafa afirmó que se detectaron artículos de hasta 100 autores diferentes y otros sin autoría clara o de la propia Wikipedia. Etxebarría mantuvo su inocencia reiterando que se la acusaba de plagio "sin existir ninguna acusación formal en juzgado". Finalmente, en enero de 2021, la usuaria de Twitter anónima Gem Muay, publicó en un comunicado en sus redes sociales afirmando que había denunciado a Lucía Etxebarría  ante la Fiscalía de Madrid por el presunto delito de plagio .
El 18 de septiembre de 2022 El Periódico retiró de su edición en Internet un artículo suyo titulado «La familia narcisista» tras haberse detectado que reproducía gran parte del contenido de un texto del psicólogo Nahum Montagud Rubio publicado en agosto de 2021 en el blog Psicología y mente sin citar en ningún momento su origen.

### Acusaciones de transfobia
Entre 2020 y 2023 Etxebarría se vio involucrada en distintas controversias sobre las personas trans, que han llevado a que se la considere una voz del feminismo transexcluyente en España, un apelativo que ella ha rechazado como insulto.En 2020 recibió el Premio Ladrillo de COGAM, un premio satírico que señala actitudes contrarias a los derechos LGTB.A raíz de sus declaraciones en medios y redes sociales al respecto, ha protagonizado polémicas con activistas como Daniela Requena o Darko Decimavilla.

## Obra

### Narrativa
- Amor, curiosidad, prozac y dudas (1997)
- Beatriz y los cuerpos celestes (1998). Premio Nadal
- Nosotras que no somos como las demás (1999)
- De todo lo visible y lo invisible (2001). Premio Primavera de Novela
- Una historia de amor como otra cualquiera (2003)
- Un milagro en equilibrio (2004). Premio Planeta
- Cosmofobia (2007)
- Lo verdadero es un momento de lo falso (2010)
- El contenido del silencio (2011)
- Dios no tiene tiempo libre (2013)
- Cuentos clásicos para chicas modernas (2013)
- Le don empoisonné de la folie (2017)
- Por qué el amor nos duele tanto (2017)
- Selene y los cuatro elementos (2021)

### Poesía
- Estación de infierno (2001)
- Actos de amor y de placer (2004)
- Batirse en vuelo (2017)

### Ensayo
- La historia de Kurt y Courtney: aguanta esto (1996)
- La Eva futura. La letra futura (2000)
- En brazos de la mujer fetiche (2002), en colaboración con Sonia Núñez Puente
- Courtney y yo (2004) (reedición de Aguanta esto).
- Ya no sufro por amor (2005)
- El club de las malas madres (2009), en colaboración con Goyo Bustos
- Lo que los hombres no saben - El sexo contado por las mujeres, coautora y editora (2009)
- Liquidación por derribo. Cómo se gestó la que está cayendo (2013)
- Tu corazón no está bien de la cabeza. Cómo salí de una relación tóxica (2013)
- Más peligroso es no amar (2016)
- Mujeres extraordinarias. Una historia de mentiras (2019)
- La escritura que cura (2024)

### Teatro
- Flores para Sally (2014)
- Dios no tiene tiempo libre (2014)

### Guion
- Sobreviviré (1999). Dirigido por David Menkes y Alfonso Albacete.
- Amor, curiosidad, prozac y dudas (2001). Dirigido por Miguel Santesmases.
- La mujer de mi vida (2001). Dirigido por Antonio del Real.
- I love you, baby  (2001). Dirigido por Alfonso Albacete y David Menkes.

### Otros
- La vida por delante: voces desde y hacia Palestina[55] (2005), como editora.
- Vulgaria[56] de Francisco Villena (2009), como prologuista.

## Premios
- Premio Nadal por Beatriz y los cuerpos celestes (1997).[7]
- Premio Primavera de Novela por De todo lo visible y lo invisible (2001).[12]
- Premio Planeta por Un milagro en equilibrio (2004).[15]
- Premio Barcarola de poesía por Actos de amor y placer (2004).[16]